# Dai (Volk)

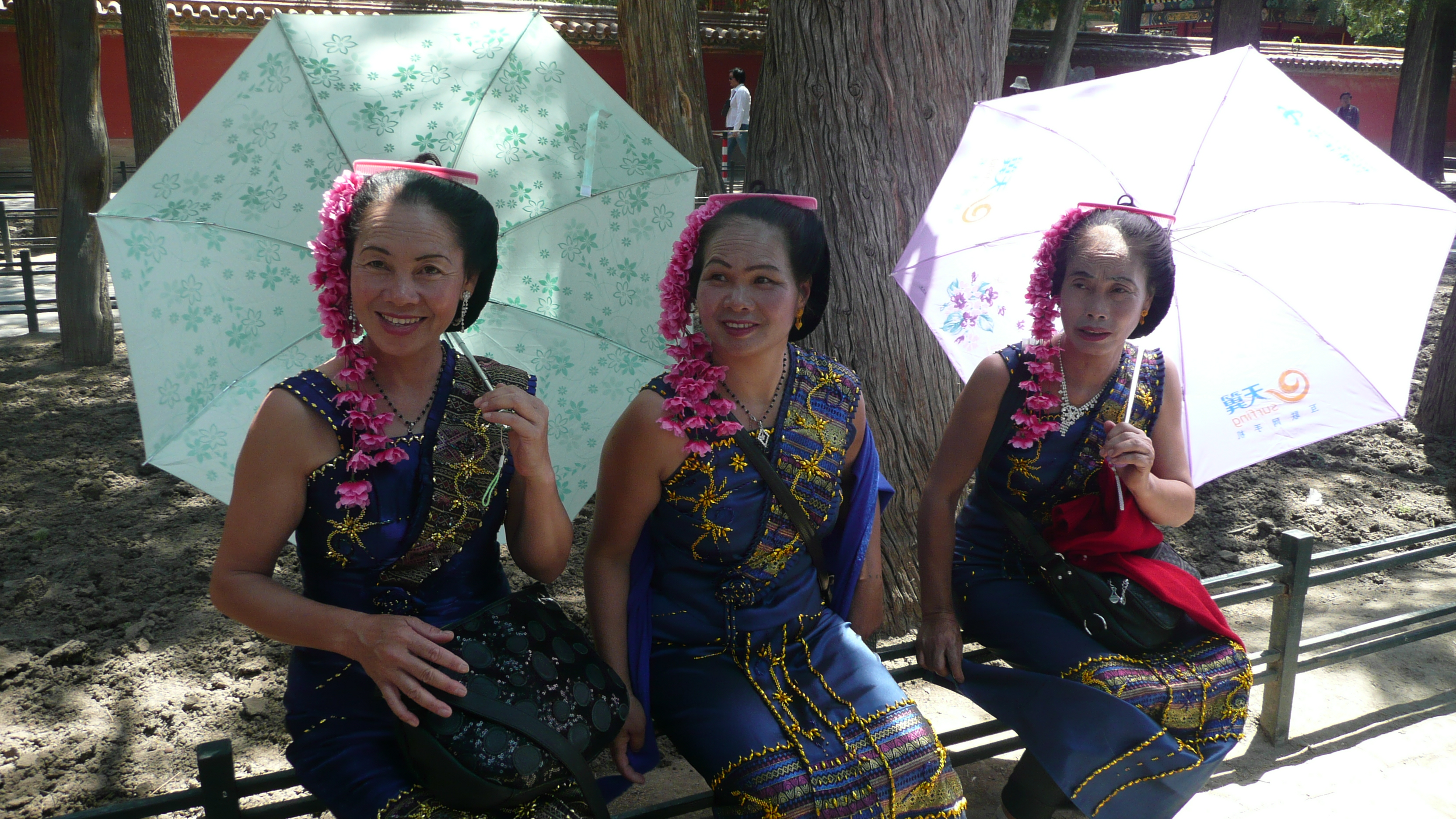
Angehörige der Dai

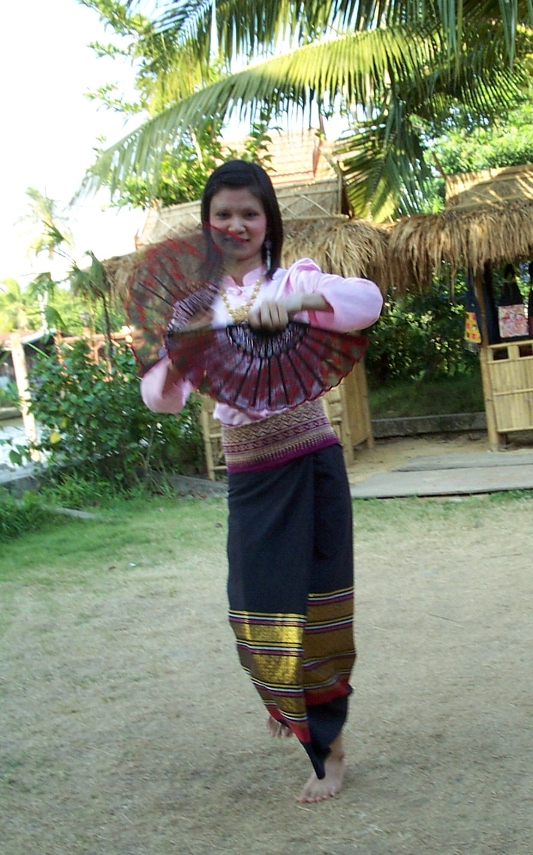
Dai-Frau in Tracht

Die Dai sind eine der 55 offiziell anerkannten ethnischen Minderheiten der Volksrepublik China.
Unter der Bezeichnung „Dai“ (chinesisch 傣族, Pinyin Dǎizú) fassen die chinesischen Behörden mehrere Tai-Völker in der Provinz Yunnan zusammen, obwohl diese sich angesichts erheblicher sprachlicher, kultureller und historischer Unterschiede nicht als eine Nationalität betrachten. Es sind Tai Lü, Tai Daikong oder Tai Nüa, Tai Dam, Tai Hongjin, Tai Ya, Tai Daeng und Tai Don. Die chinesische Regierung betrachtet die Dai als eigenständige Nationalität mit insgesamt 1.261.311 Angehörigen (Zensus 2010). Die Dai leben vor allem im Autonomen Bezirk Xishuangbanna der Dai-Nationalität, im Autonomen Bezirk Dehong der Dai- und der Jingpo-Nationalität sowie in den Autonomen Kreisen Gengma, Jinggu, Jinping, Menglian, Shuangjiang, Xinping und Yuanjiang.

## Abgrenzung und Verbreitung
Während die chinesischen Behörden die in Yunnan lebenden Tai-Völker zur Gruppe der Dai zusammenfassen, handelt es sich tatsächlich um mehrere unterschiedliche Ethnien. Anhand sprachlicher und kultureller Unterschiede sowie verschiedener historischer Erfahrungen können die südwestlichen Tai-Völker, zu denen die Ethnien gehören, die China als Dai bezeichnet, in zwei Untergruppen eingeteilt werden. Die Grenze zwischen den beiden Untergruppen verläuft entlang des Saluen-Flusses, also auch durch Yunnan. Während die östlich des Saluen lebenden Tai Lü traditionell enge Beziehungen zu den Tai Yuan in Nordthailand und den Tai Khün um Keng Tung in Birma und auch zu den Lao haben, stehen die Tai des Autonomen Bezirks Dehong (Tai Nüa) den birmanischen Shan und den Tai-Völkern im indischen Assam näher.
Tai Dam, Tai Don und Tai Daeng leben auch im Nordwesten Vietnams, wo sie jedoch mit den Phu Thai und weiteren, kleineren Gruppen zur Nationalität der Thái zusammengefasst werden. Die in Vietnam lebenden Tai Lü gelten hingegen als eigenständige Nationalität. Tai Don, Tai Dam und Tai Daeng leben auch in Laos, wo sie unter die Kategorie der Lao Thai gefasst werden, während die Lü wiederum als eigenständige Volksgruppe gelten. In Myanmar werden die Tai Nüa und Tai Lü zur Shan-Nationalität gezählt.

## Sprachen
Die Sprachen der Dai gehören zu den Tai-Sprachen (so wie u. a. Thai, Laotisch und Zhuang), einer Untergruppe der Tai-Kadai-Sprachfamilie.
Die Dai haben vier verschiedene Schriftsprachen: Die wichtigsten sind Tai Lü (Xishuangbanna-Dai) und Tai Nüa (Dehong-Dai); daneben gibt es noch Tai Pong (Mengding-Dai; vor allem im Kreis Ruili und im Autonomen Kreis Gengma der Dai- und der Va-Nationalität) und Tai Dam (vor allem in Jinping). Tai Pong unterscheidet sich als gesprochene Sprache kaum vom Tai Nüa, verwendet aber eine andere Schrift, nämlich das Alphabet der birmanischen Shan.
Tai Hongjin, dessen Dialekte sich linguistisch am stärksten von den anderen Sprachen der Dai unterscheiden (und auch stark untereinander), hat keine Schriftsprache.

## Religion
Die meisten Dai sind Anhänger des Theravada-Buddhismus.

## Kultur
Die Dai verwenden für die Berechnung ihrer traditionellen Feste ihren alten Kalender (chinesisch Daili). Er entspricht dem thailändischen Mondkalender und der ehemals in weiten Teilen Südostasiens (Myanmar, Thailand, Laos, Kambodscha) verwendeten Zeitrechnung Chula Sakkarat. Demnach ist das Jahr 638 n. Chr. das erste Jahr. Das Jahr 2007 beispielsweise ist danach das Jahr 1369. Das Neujahr der Dai fällt normalerweise zwischen den 13. und 15. April, im Jahr 2007 fiel ihr Neujahrstag auf den 13. April.
In der Volksmusik überwiegen gesungene Lieder, die entweder solistisch oder antiphonal zwischen Vorsänger und Chor aufgeteilt vorgetragen werden. Mit einem einzelnen Buckelgong mangluo begleiten Dai buddhistische Ritualgesänge. Eine Besonderheit bei den Dai ist ein melodisch gespieltes Set von fünf bis sieben Buckelgongs (paimang) in einem häufig aufwendig gestalteten Holzrahmen.